# جوني دندي
جوني دندي (بالإيطالية: Johnny Dundee)‏ كان ملاكم إيطالي صنّف ضمن فئة الوزن الخفيف.

## إحصائيات
خاض خلال مسيرته 333 نزالا، فاز في 197 وتعادل في 45 وخسر في 76. فاز بالضربة القاضية في 17 نزالا.

## روابط خارجية
- جوني دندي على موقع بوكس ريك (الإنجليزية) (registration required)